# Üvegtigris 3.
Az Üvegtigris 3. egy 2010-ben bemutatott magyar filmvígjáték Rudolf Péter rendezésében. A film a nagy sikerű Üvegtigris 2. folytatása.

## Cselekmény
|  | Alább a cselekmény részletei következnek! |

A film kezdetén egy átlagos nap indul Lali számára az Üvegtigrisnél. Ám jön egy rosszul sikerült lövés, egy félrenyelt fogpiszkáló és Lali eszméletét veszti. A mentőautó, amiben kórházba vinnék, lerobban, és a megkeseredett mentőorvos, akit nemrég hagyott el a felesége, azt a tanácsot adja a büfétulajnak, hogy kezdjen egy új életet. Lali szórakozásból amnéziát színlel a barátai előtt. Az Üvegtigrisnél rövidesen látogatását teszi Feri, a budapesti sztárügyvéd, Bentley kabriójával. Lali próba-szerencse alapon elköti az autót, és hosszú sétakocsikázásra indul vele. A barátai ezalatt megpróbálják szóval tartani a kocsija miatt egyre idegesebb Ferit, aki akárhogy is törekszik ellene, egyre inkább azt látja: az "Üvegtigris" nevű hely egy minden észszerűségnek ellent mondó világot alkot, annak bandája pedig olyan infantilis társaság, hogy már az is kérdéses, egyáltalán erről a bolygóról származnak-e.
Lali rövidesen felszedi Nikit, a gyönyörű fotómodellt, akivel az út mentén ismerkedik meg. Dr. Csopkai Ferenc néven mutatkozik be, és felviszi a lányt Pestre, Feri luxusvillájába. Az időközben kétségbeesett Feri a Tigris rabja lesz, miután Csoki, Cingi, Róka és Gaben leütik és megkötözik, majd egy majdnem igazságos sorsolást követően hárman Lali után mennek, Róka pedig hátramarad, hogy Ferire vigyázzon. 
Lali közben az ügyvéd villájában kezd egyre nagyobb zűrbe keveredni. Megérkezik Feri felesége, aki a fehérneműben flangáló Nikit a férje szeretőjének hiszi, és ki is dobja a nőt. Mint kiderül, Ferinek tényleg van egy szeretője, aki szintén felbukkan a házban, és azt hiszi, Feri Nikivel csalta meg. A hoppon maradt nők ezután a házban tartózkodó Lalin keresztül próbálnak "bosszút állni" Ferin. Lali rájön, hogy a tudtán kívül szép kis összegű pénzt hozott el Feri kocsijában, ami az ügyvéd nem éppen legális üzelmeinek egyik költségét képezi. Ez arra késztetné, hogy minél hamarabb kereket oldjon, ám a házban egyre részegebb nők és a félreértések végtelen sora nehezíti a dolgát. Végül magához veszi a pénzt, és a kabrióval elindul arra a luxushajón rendezett jótékonysági estre, ahová Niki hívta meg, abban bízva, hogy ott visszaszerezheti a nőt. Barátai ezalatt a nyomában járnak, egész Pestet bebarangolva. Közben Feri is megszökik a Tigristől, majd ő is Lali nyomába ered, Rezső segítségével, aki rá van kényszerülve, hogy a rendőrautójával szállítsa el a férfit.
A gálaesten Lali összetalálkozik Nikivel és Feri egyik befolyásos üzlettársával, aki Lalinak hiszi a látásból még nem ismert ügyvédet. A találka nem várt bonyodalmakat hoz Lali számára. Miközben próbálja bevallani az igazat Nikinek valódi kilétéről, megérkeznek a őt kereső barátai és Feri is. Elcsattantak az indulatok, Feri vádaskodásba kezd, Niki pedig elhagyja a helyszínt. Feri szigorú fenyítéssel búcsúzik Lalitól és társaitól, noha haragját csak fokozza, mikor rájön, hogy Lali miket művelt a házában, mind a feleségével, mind a szeretőjével. Nagyon dühös, de végül megkegyelmez Lalinak. Lali elmondása szerint mindössze csak egy jó napot szeretett volna eltölteni. A csapat ezután a hazatérését tervezi, és Feri is elindul hazafelé. Utoljára elégtételként még felszedi Nikit, amit Lali igencsak mély fájdalommal néz végig.
A film végére a hat barát visszatér az Üvegtigrishez, és a dolgok visszarendeződnek a megszokott kerékvágásba.
|  | Itt a vége a cselekmény részletezésének! |

## Szereplők
- Rudolf Péter – Lali
- Reviczky Gábor – Gaben
- Gáspár Sándor – Róka
- Szarvas József – Cingár
- Csuja Imre – Csoki
- Horváth Lajos – Sanyi
- Kamarás Iván  – Dr. Csopkai Ferenc
- Besenczi Árpád – Rezső
- Szabó Erika – Niki
- Pikali Gerda – Dr. Csopkainé Nagy Fanni
- Ruttkay Laura – Dr. Palástiné Dr. Szögi Nóra

Cameoszerepek
- Szilágyi Tibor – Oszi
- Básti Juli – Joli
- Lengyel Ferenc – Mentőorvos
- Hirtling István – Türelmetlen vevő
- Kálloy Molnár Péter – Hülye vevő
- Csőre Gábor – Benzinkutas
- Szabó Győző – Dr. Németi Zoltán
- Kovács István – Kokó
- Schneider Zoltán – Biztonsági őr
- Barabás Kiss Zoltán – Mentőápoló

## Emlékezetes idézetek a filmből
- Dr. Csopkai: „Itt mindenki hülye?” Gaben: „Itt? Mindenki.”
- Csoki: „Ezt én is tolnám. Záhonyig.”
- Csoki egy kabriósnak: „Mi van csíra, nincs pénzed tetőre?”

## Nézettség
A nézettségi adatok szerint 295 366 jegyet adtak el rá.